# El Club de los Desempleados
El Club de los Desempleados es una obra de teatro de comedia peruana escrita en 2015 por la dramaturga limeña Katiuska Granda. Fue estrenada en mayo de 2019 en el Teatro Espace Liberté de Piura, bajo la dirección de Guillermo Torres. En julio de 2024, se reestrenó en el auditorio de la Universidad Nacional de Piura con motivo del quinto aniversario del Club de Arte y Cultura de Piura, bajo la dirección de Emma Curipuma.

## Sinopsis
Margarita, una joven de 25 años, decidió mudarse a su propio departamento, pero después de perder su trabajo, no tiene manera de pagar el alquiler. Es una chica dulce con el sueño de convertirse en escritora y guarda en secreto su amor por su mejor amigo, Diego. Pero todo se complica cuando su departamento se convierte en el refugio de sus amigos y los padres de Diego lleguen a vivir a la misma casa.